# Функціональні вимоги
Функціональні вимоги (Functional Requirements) — це вимоги до програмного забезпечення, які описують внутрішню роботу системи, її поведінку: обчислення даних, маніпулювання даними, обробка даних та інші специфічні функції, які має виконувати система. На відміну від нефункціональних вимог, які визначають якою система повинна бути, функціональні вимоги визначають, що система повинна робити. Функціональні вимоги до програмного забезпечення визначаються на першій стадії процесу розробки ПЗ — на етапі аналізу вимог.

## Джерело
Функціональні та Не Функціональні Вимоги